# StreetScooter Work XL
StreetScooter Work XL – elektryczny samochód dostawczy klasy wyższej produkowany pod niemiecką marką StreetScooter w latach 2018–2019.

## Historia i opis modelu

StreetScooter Work XL – sylwetka

W sierpniu 2017 roku niemieckie przedsiębiorstwo StreetScooter przedstawiło wynik swojej współpracy z europejskim oddziałem Forda, w ramach której na bazie Transita w odmianie skrzyniowej furgonetki powstał w pełni elektryczny, flagowy model marki StreetScooter o nazwie Work XL. Pod kątem wizualnym samochód zyskał ograniczone do minimum różnice wizualne, ograniczające się jedynie do innego logotypu na przednim wlocie powietrza.
Skrzyniowy przedział transportowy przyjął typowe dla dużych samochodów dostawczych regularne, kanciaste kształty, które pozwalają na pomieszczenie do 20 m³ ładunku, w tym – do około 200 średniego rozmiaru paczek.

### Sprzedaż
Choć premiera i wstępne plany produkcyjne StreetScooter przedstawił latem 2017 roku, to seryjna produkcja modelu Work XL rozpoczęła się ostatecznie ponad rok później, we wrześniu 2018 roku. Polegała ona na montowaniu w niemieckiej Kolonii elektrycznego układu napędowego do importowanych z Turcji nadwozi, gdzie produkowana jest europejska wersja spalinowego Forda Transita.
Work XL został zbudowany z myślą o budowie floty elektrycznych furgonetek niemieckiej korporacji logistyczno-kurierskiej DHL podległej Deutsche Post, dostarczając dla niej 2,5 tysiąca pojazdów. Produkcja pojazdu nie trwała długo, kończąc się 15 miesięcy po jej rozpoczęciu w grudniu 2019 roku, nie znajdując nowych nabywców na duże furgonetki StreetScootera.

### Dane techniczne
StreetScooter Work XL jest samochodem w pełni elektrycznym, który napędzany jest przez silnik o mocy 204 KM i rozwijający maksymalny moment obrotowy wynoszący 300 Nm, z prędkością maksymalną ograniczoną do 85 km/h. Pakiet baterii o pojemności 76 kWh pozwala przejechanie na jednym ładowaniu do 200 kilometrów.